# جیسون گاردنر
جیسون گاردنر (انگلیسی: Jason Gardener؛ زادهٔ ۱۸ سپتامبر ۱۹۷۵) دونده سابق اهل بریتانیا است.